# Pilancones
Pilancones este o arie protejată (arie specială de conservare — SAC, sit de importanță comunitară — SCI) din Spania întinsă pe o suprafață de 5.781,6 ha, integral pe uscat.

## Localizare
Centrul sitului Pilancones este situat la coordonatele 27°52′15″N 15°37′03″W / 27.8709°N 15.6175°V.

## Înființare
Situl Pilancones a fost declarat sit de importanță comunitară în octombrie 1999 pentru a proteja 1 specie de plante. Situl a fost protejat și ca arie specială de conservare în ianuarie 2010.

## Biodiversitate
Situată în ecoregiunea , aria protejată conține 4 habitate naturale: Pante stâncoase silicioase cu vegetație casmofită, Păduri de pin endemic canariene, Plantații de palmieri Phoenix, Tufărișuri termo-mediteraneene și de pre-deșert.
La baza desemnării sitului se află o specie protejată de  plante: Teline rosmarinifolia.